# Теофіл-Іван Тризна
Теофіл-Іван Тризна (*д/н —1645) — державний та військовий діяч Речі Посполитої.

## Життєпис
Походив з білоруського шляхетського роду Тризн гербу Ґоздава. Син Миколи Тризни, підскарбія великого литовського, та Марини Дорогостайської. Про дату народження замало відомостей.
Був старостою вовковиським. Одружився з представницею впливового роду Ляцьким, отримавши як посаг село Горностаєвичі. У 1642 році призначається воєводою берестейським. У 1644 році купив містечко Високе у роду Хрептовичів.
Помер на цій посаді у 1645 році. Нащадків не залишив. Заповіт було складено на дружину Ізабеллу і небіжів (синів сестер Регіни й Теодори).

## Родина
Дружина — Ізабелла, донька Яна Адольфа Ляцького, старости генерального жемайтського
дітей не було